# Spermophilus suslicus
El suslik moteado, manchado, ardilla de tierra manchada o terrestre moteada (Spermophilus suslicus) es una especie de roedor esciuromorfo de la familia Sciuridae propio de Europa oriental.

## Descripción

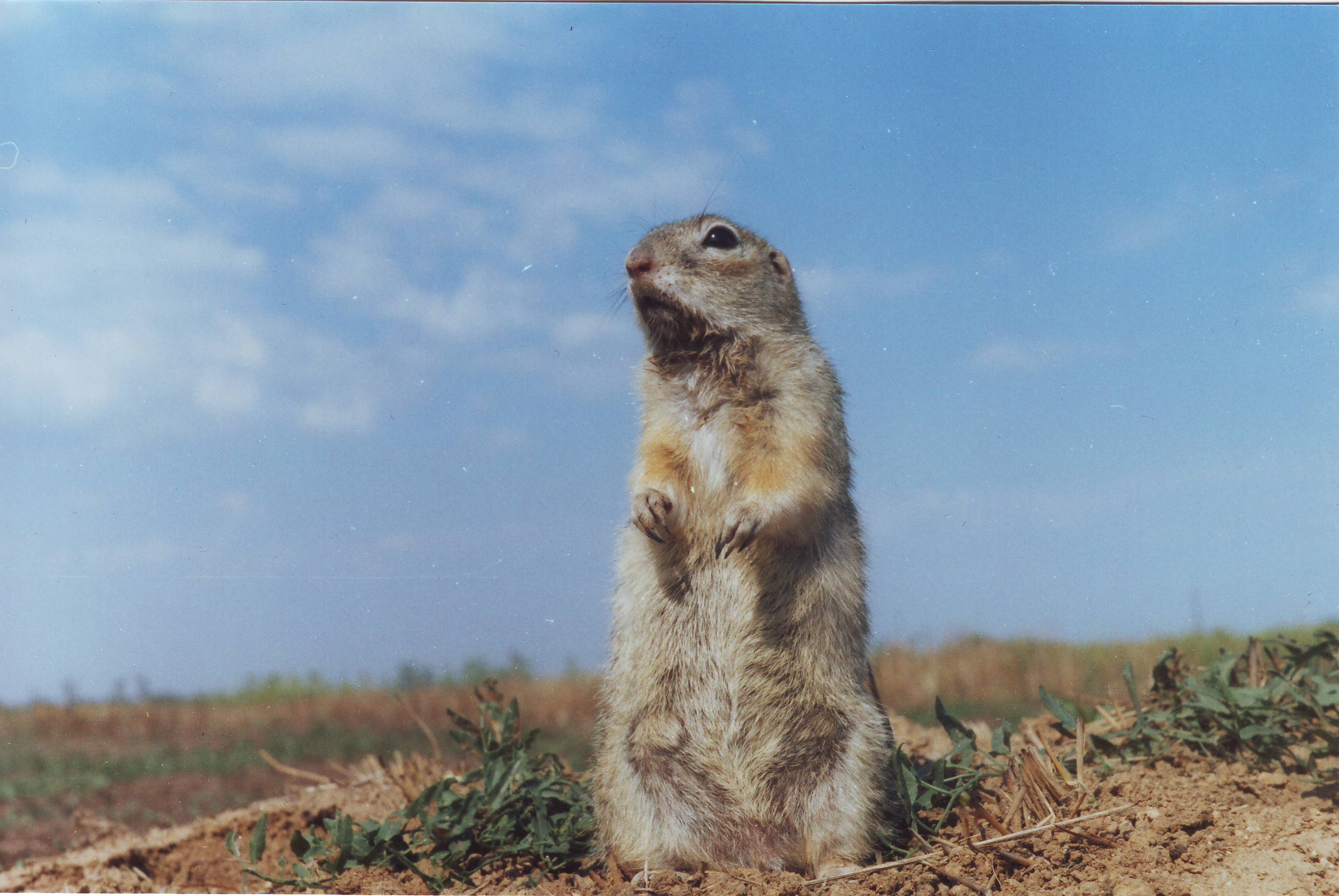
Suslik moteado en las cercanías de su madriguera.

Es una especie muy similar al suslik europeo (Spermophilus citellus) tanto en morfología como en tamaño, pero se distingue de él por su pelaje netamente moteado de blanco en su parte dorsal  sobre un fondo de color pardusco, además de por su cola más corta, delgada y menos poblada. El color del pelaje de la zona ventral es gris amarillento, y el tórax y el cuello blancos. Las plantas de los pies posteriores son peludas.
Mide entre 18 y 25 cm de longitud cabeza-cuerpo más de 3 a 4 cm de la cola. Los machos son de mayor tamaño que las hembras, alcanzando los 280 g de peso, mientras que ellas llegan a 224.
Su fórmula dental es la siguiente: 1/1, 0/0, 2/1, 3/3 = 22.

## Distribución y hábitat
Su área de distribución comprende el sureste de Polonia, Ucrania, Moldavia, pequeñas zonas de Bielorrusia y Rusia hasta el río Volga. Se encuentra en terrenos abiertos como estepas, pastos y menos frecuentemente en tierras de cultivo.

## Comportamiento

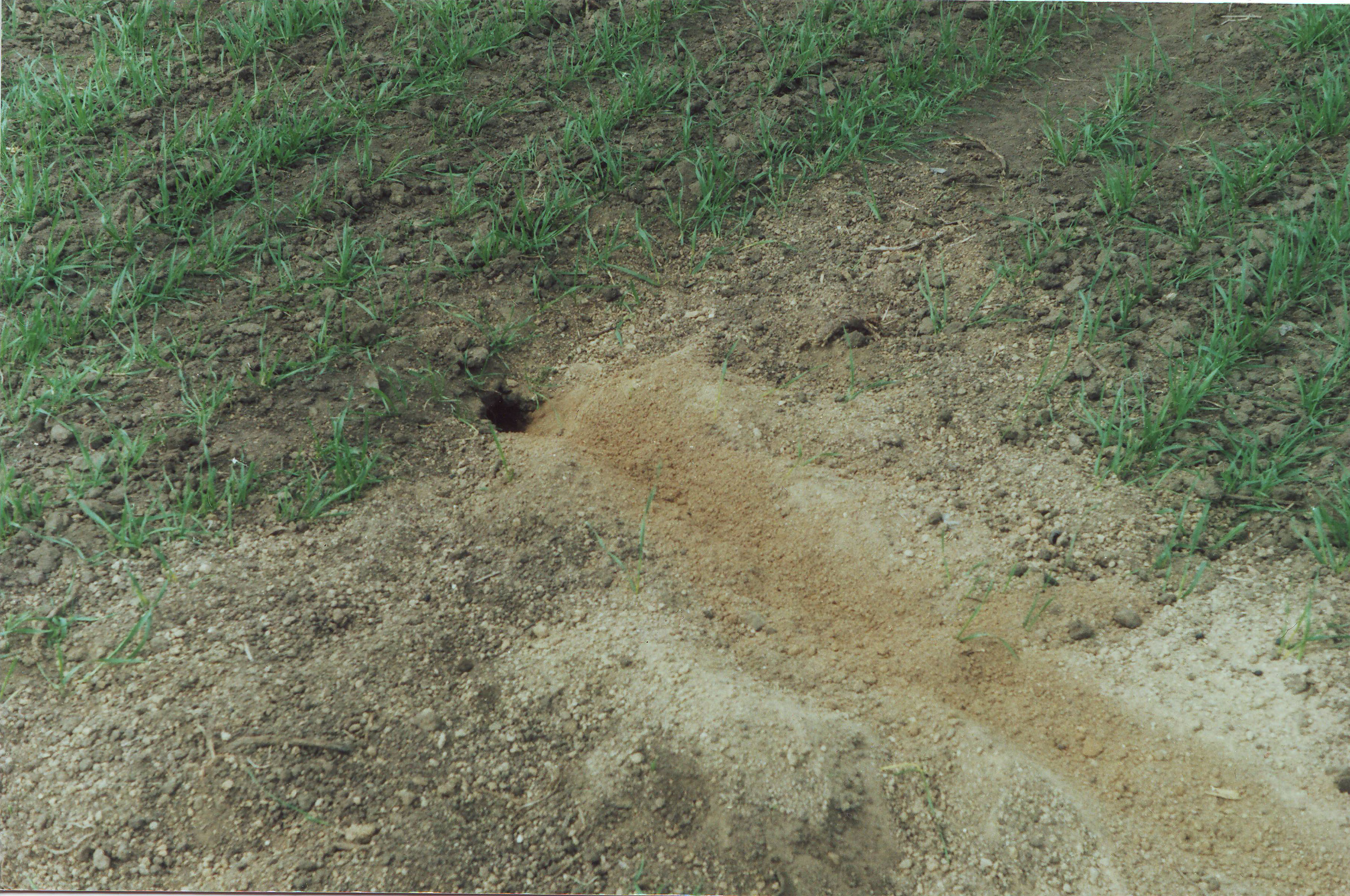
Madriguera de suslik moteado en terreno cultivado.

Es semejante en comportamiento al suslik europeo, siendo un animal estrictamente diurno, y activo sobre todo por la mañana y la tarde. Hiberna, cayendo en letargo entre agosto y septiembre y despertando entre finales de marzo y mitad de abril. Excava madriguera simples y permanentes con galerías ciegas, sin embargo en las tierras de cultivo suelen ser solamente temporales.
Se alimenta principalmente de herbáceas y cereales, además de artrópodos y otros pequeños vertebrados, almacenando pocas reservas.
El celo tiene lugar entre abril y mayo, pariendo las hembras de mayo a junio tras una gestación de entre 23 y 26 días una camada de 4 a 8 crías. Se ha registrado que en Rusia se hibrida con la ardilla terrestre roja (Spermophilus major).

## Subespecies
Se reconocen las siguientes subespecies:
- Spermophilus suslicus suslicus
- Spermophilus suslicus boristhenicus
- Spermophilus suslicus guttatus